# Мисс Россия
Мисс Росси́я — ежегодный российский национальный конкурс красоты, проводимый с 1993 года. Конкурс является преемницей советского конкурса красоты — «Мисс СССР».
С 2005 года организацией конкурса занимается ЗАО «Русский стандарт» (Москва). С 2009 года было решено проводить конкурс «Мисс Россия» в начале марта — как главный национальный праздник весны и красоты, поэтому летом 2008 года конкурс за обладание званием «Мисс Россия» был перенесён на следующий год. С 2016 года конкурс проходит под патронатом Министерства культуры Российской Федерации.

## История

### Конкурс «Мисс Россия» в Париже
С 1926 по 1929 год под названием «Королева русской колонии Парижа», с 1929 по 1939 год под названием «Мисс Россия» проводился конкурс красоты в Париже (Франция) эмигрантскими организациями.

### «Мисс СССР»
C 1988 года проводился конкурс «Московская красавица». В 1989 году был организован конкурс «Мисс СССР», с этого момента он ежегодно проводился в Москве (в 1989, 1990, 1991 годах). Президиум конкурса возглавил Николай Костин.
| Год  | Победительница и её возраст  | Происхождение              | Примечания                                                                                  |
| ---- | ---------------------------- | -------------------------- | ------------------------------------------------------------------------------------------- |
| 1989 | Юлия Суханова, 17 лет        | РСФСР, Москва              |                                                                                             |
| 1990 | Мария Кежа, 17 лет           | Белорусская ССР            | На конкурс «Мисс Вселенная» была делегирована занявшая второе место москвичка Юлия Лемигова |
| 1991 | Ильмира Шамсутдинова, 15 лет | РСФСР, Саратовская область | В 1992 году её назвали «Мисс СНГ»                                                           |

## Победительницы конкурса
| Год  | Фото | Имя                   | Возраст, лет | Субъект РФ                         | Место на конкурсах Мисс Вселенная или Мисс мира                       | Примечания                                                                                   |
| ---- | ---- | --------------------- | ------------ | ---------------------------------- | --------------------------------------------------------------------- | -------------------------------------------------------------------------------------------- |
| 1993 |      | Анна Байчик           | 16           | Санкт-Петербург                    | 46-е место на конкурсе Мисс Вселенная 1997                            | Доцент, кандидат политических наук.                                                          |
| 1995 |      | Эльмира Туюшева       | 18           | Калужская область                  | Не участвовала                                                        |                                                                                              |
| 1996 |      | Александра Петрова    | 16           | Чувашия                            | Участвовала в конкурсе Мисс Вселенная 1999                            | Застрелена в 2000 году                                                                       |
| 1997 |      | Елена Рогожина        | 16           | Самарская область                  |                                                                       | Мисс Европа 1999                                                                             |
| 1998 |      | Анна Малова           | 26           | Ярославская область                | Участвовала в конкурсах Мисс Мира 1994 и Мисс Вселенная 1998 Топ 10   | Вице-мисс Россия-93. Победила в конкурсе Мисс Балтийское море 1994, с 1998 года живёт в США. |
| 1999 |      | Анна Круглова         | 17           | Татарстан                          | Не участвовала                                                        | Мисс Россия-1999 была выбрана 13 января 2000 г.                                              |
| 2001 |      | Оксана Фёдорова       | 23           | Санкт-Петербург                    | Победила в конкурсе Мисс Вселенная 2002                               | Кандидат юридических наук (2007 г.)                                                          |
| 2002 |      | Светлана Королёва     | 19           | Карелия                            | Не участвовала                                                        | Мисс Европа 2002                                                                             |
| 2003 |      | Виктория Лопырёва     | 19           | Ростовская область, Ростов-на-Дону | Не участвовала                                                        | Виктория Лопырёва впоследствии была директором конкурса «Мисс Россия».                       |
| 2004 |      | Диана Зарипова        | 19           | Татарстан                          | Не участвовала                                                        | Участвовала в конкурсе Мисс Европа 2005                                                      |
| 2005 |      | Александра Ивановская | 16           | Хабаровский край                   | Не участвовала                                                        |                                                                                              |
| 2006 |      | Татьяна Котова        | 21           | Ростовская область, Ростов-на-Дону | Участвовала в конкурсах Мисс Вселенная 2007 и Мисс мира 2007          | Бывшая солистка украинской женской поп-группы «ВИА Гра» (2008—2010)                          |
| 2007 |      | Ксения Сухинова       | 19           | Тюменская область                  | Победила в конкурсе Мисс мира 2008                                    |                                                                                              |
| 2009 |      | София Рудьева         | 18           | Санкт-Петербург                    | Участвовала в конкурсе Мисс Вселенная 2009                            | Получила скандальную известность в связи с публикацией эротической фотосессии.               |
| 2010 |      | Ирина Антоненко       | 18           | Свердловская область, Екатеринбург | Топ 15 на конкурсе Мисс Вселенная 2010                                | Снялась в американском фильме «Фантом» режиссёра Криса Горака                                |
| 2011 |      | Наталья Гантимурова   | 19           | Москва                             | Участвовала в конкурсах Мисс Вселенная 2011 и Мисс мира 2011(Top 30)  |                                                                                              |
| 2012 |      | Елизавета Голованова  | 18           | Смоленская область                 | Участвовала в конкурсах Мисс Вселенная 2012 (Top 10) и Мисс мира 2012 |                                                                                              |
| 2013 |      | Эльмира Абдразакова   | 18           | Кемеровская область                | Участвовала в конкурсах Мисс мира 2013 и Мисс Вселенная 2013          | Участвовала в конкурсах Мисс Снежная Вселенная 2013 (Мисс зрительских симпатий)              |
| 2014 |      | Юлия Алипова          | 23           | Саратовская область                | Участница конкурса Мисс Вселенная 2014                                |                                                                                              |
| 2015 |      | София Никитчук        | 21           | Свердловская область, Екатеринбург | Участница конкурса Мисс мира 2015 (1-я вице-мисс)                     | Окончила музыкальную школу по классу фортепиано.                                             |
| 2016 |      | Яна Добровольская     | 18           | Тюменская область, Тюмень          | Участница конкурса Мисс мира 2016                                     |                                                                                              |
| 2017 |      | Полина Попова         | 22           | Свердловская область, Екатеринбург | Участница конкурса Мисс мира 2017 (Топ 10)                            |                                                                                              |
| 2018 |      | Юлия Полячихина       | 18           | Чувашия                            | Участница конкурса Мисс Вселенная 2018                                |                                                                                              |
| 2019 |      | Алина Санько          | 20           | Ростовская область, Азов           | Участница конкурса Мисс Мира 2019 (Топ 12) и Мисс Вселенная 2020      |                                                                                              |
| 2022 |      | Анна Линникова        | 22           | Оренбургская область, Оренбург     | Участница конкурса Мисс Вселенная 2022                                |                                                                                              |
| 2023 |      | Маргарита Голубева    | 22           | Санкт-Петербург                    | Участница конкурса Мисс Вселенная 2023                                |                                                                                              |
| 2024 |      | Валентина Алексеева   | 18           | Чувашия                            | Участница конкурса Мисс Вселенная 2024                                |                                                                                              |

## Статистика побед на конкурсе

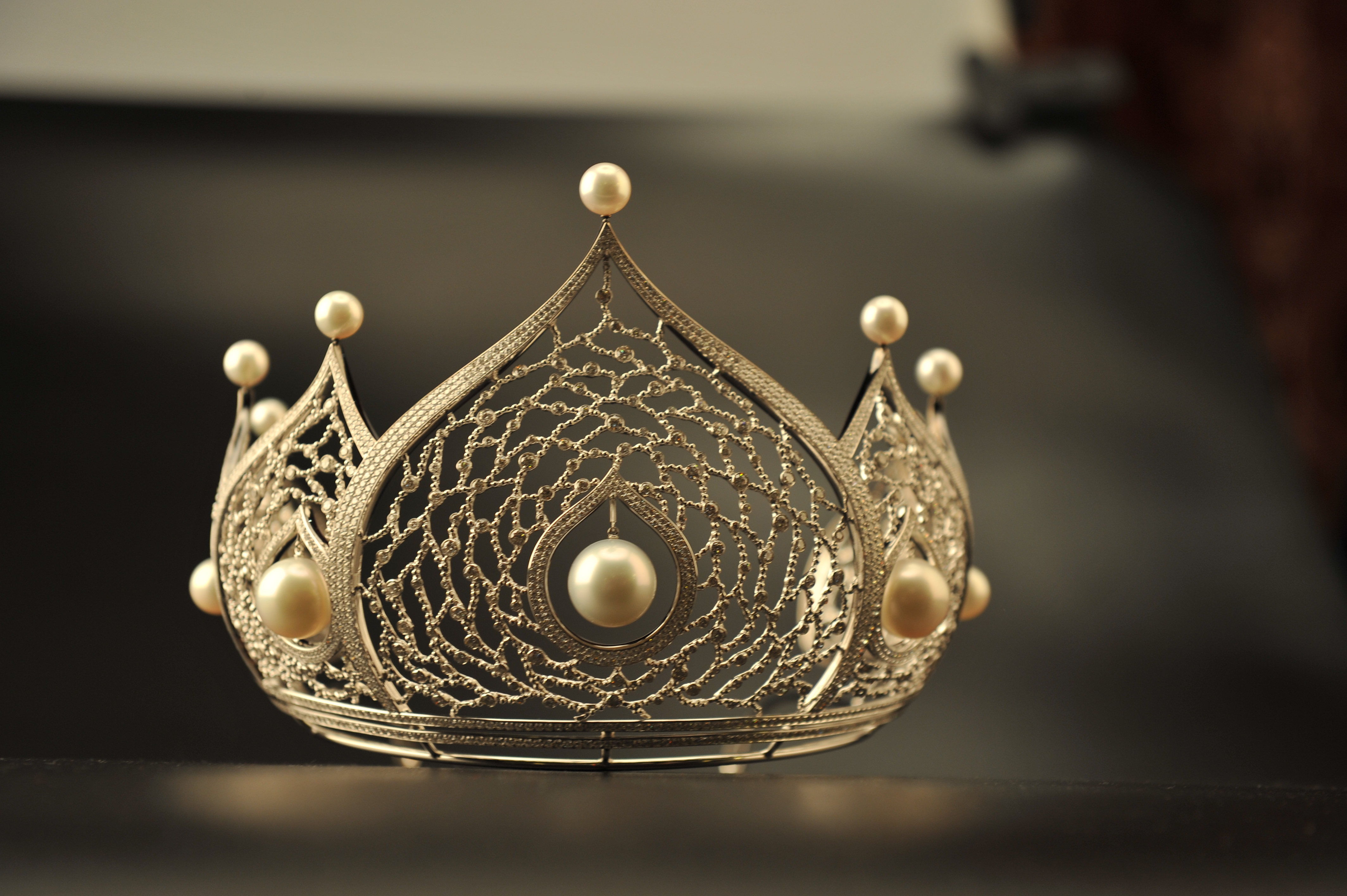
Корона для победительницы конкурса «Мисс Россия 2010»

| Количество | Субъект РФ           | Годы побед на конкурсе | Примечания                 |
| ---------- | -------------------- | ---------------------- | -------------------------- |
| 4          | Санкт-Петербург      | 1993, 2001, 2009, 2023 | 2001 — Мисс Вселенная 2002 |
| 3          | Чувашия              | 1996, 2018, 2024       |                            |
| 3          | Ростовская область   | 2003, 2006, 2019       |                            |
| 3          | Свердловская область | 2010, 2015, 2017       |                            |
| 2          | Тюменская область    | 2007, 2016             | 2007 — Мисс Мира 2008      |
| 2          | Саратовская область  | 1991, 2014             | 1991 — Мисс СССР           |
| 2          | Москва               | 1989, 2011             | 1989 — Мисс СССР           |
| 2          | Татарстан            | 1999, 2004             |                            |
| 1          | Калужская область    | 1995                   |                            |
| 1          | Самарская область    | 1997                   | Мисс Европа-1999           |
| 1          | Ярославская область  | 1998                   |                            |
| 1          | Карелия              | 2002                   | Мисс Европа-2002           |
| 1          | Хабаровский край     | 2005                   |                            |
| 1          | Смоленская область   | 2012                   |                            |
| 1          | Кемеровская область  | 2013                   |                            |
| 1          | Оренбургская область | 2022                   |                            |

## Представительницы России на международном конкурсе Мисс Вселенная
| Год  | Страна-хозяйка конкурса | Представительница    | Результат на конкурсе Мисс Вселенная | Дополнительные награды               |
| ---- | ----------------------- | -------------------- | ------------------------------------ | ------------------------------------ |
| 1994 | Филиппины               | Инна Зобова          |                                      |                                      |
| 1995 | Намибия                 | Юлия Алексеева       |                                      |                                      |
| 1996 | США                     | Ильмира Шамсутдинова | Топ 6                                | Лучший национальный костюм           |
| 1997 | США                     | Анна Байчик          |                                      |                                      |
| 1998 | США                     | Анна Малова          | Топ 10                               |                                      |
| 1999 | Тринидад и Тобаго       | Александра Петрова   |                                      |                                      |
| 2000 | Кипр                    | Светлана Горева      |                                      |                                      |
| 2001 | Пуэрто-Рико             | Оксана Каландырец    | Топ 10                               |                                      |
| 2002 | Пуэрто-Рико             | Оксана Фёдорова      | Мисс Вселенная 2002                  | Спустя 4 месяца отказалась от короны |
| 2003 | Панама                  | Олеся Бондаренко     |                                      |                                      |
| 2004 | Эквадор                 | Ксения Кустова       |                                      |                                      |
| 2005 | Таиланд                 | Наталья Николаева    |                                      |                                      |
| 2006 | США                     | Анна Литвинова †     | Топ 20                               |                                      |
| 2007 | Мексика                 | Татьяна Котова       |                                      |                                      |
| 2008 | Вьетнам                 | Вера Красова         | 3 Вице-Мисс Вселенная 2008           |                                      |
| 2009 | Багамские Острова       | София Рудьева        |                                      |                                      |
| 2010 | США                     | Ирина Антоненко      | Топ 15                               |                                      |
| 2011 | Бразилия                | Наталья Гантимурова  |                                      |                                      |
| 2012 | США                     | Елизавета Голованова | Топ 10                               |                                      |
| 2013 | Россия                  | Эльмира Абдразакова  |                                      |                                      |
| 2014 | США                     | Юлия Алипова         |                                      |                                      |
| 2015 | США                     | Владислава Евтушенко |                                      |                                      |
| 2016 | Филиппины               | Юлиана Королькова    |                                      |                                      |
| 2017 | США                     | Ксения Александрова  |                                      |                                      |
| 2018 | Таиланд                 | Юлия Полячихина      |                                      |                                      |
| 2020 | США                     | Алина Санько         |                                      |                                      |
| 2021 | Израиль                 | Ралина Арабова       |                                      |                                      |
| 2022 | США                     | Анна Линникова       |                                      |                                      |
| 2023 | Сальвадор               | Маргарита Голубева   |                                      |                                      |
| 2024 | Мексика                 | Валентина Алексеева  |                                      |                                      |

## Представительницы России на международном конкурсе Мисс Мира
| Год  | Страна-хозяйка конкурса | Представительница    | Результат на конкурсе Мисс Мира | Дополнительные награды |
| ---- | ----------------------- | -------------------- | ------------------------------- | ---------------------- |
| 1992 | ЮАР                     | Юлия Курочкина       | Мисс Мира 1992                  | Мисс Мира — Европа     |
| 1993 | ЮАР                     | Ольга Сыссоева       |                                 |                        |
| 1994 | ЮАР                     | Анна Малова          |                                 |                        |
| 1995 | ЮАР                     | Елена Базина         |                                 |                        |
| 1996 | Индия                   | Виктория Цапицина    |                                 |                        |
| 1997 | Сейшельские Острова     | Людмила Попова       |                                 |                        |
| 1998 | Сейшельские Острова     | Татьяна Мокрушина    |                                 |                        |
| 1999 | Великобритания          | Елена Ефимова        |                                 |                        |
| 2000 | Великобритания          | Анна Бодарева        |                                 |                        |
| 2001 | ЮАР                     | Ирина Коваленко      | Топ 10                          |                        |
| 2002 | Великобритания          | Анна Татаринцева     | Топ 20                          |                        |
| 2003 | Китай                   | Светлана Горева      |                                 |                        |
| 2004 | Китай                   | Татьяна Сидорчук     | Топ 15                          |                        |
| 2005 | Китай                   | Юлия Иванова         | Топ 15                          | Пляжная мода           |
| 2006 | Польша                  | Александра Мазур     |                                 |                        |
| 2007 | Китай                   | Татьяна Котова       |                                 |                        |
| 2008 | ЮАР                     | Ксения Сухинова      | Мисс Мира 2008                  | Мисс Топ-модель        |
| 2009 | ЮАР                     | Ксения Шипилова      |                                 |                        |
| 2010 | Китай                   | Ирина Шарипова       | Топ 25                          |                        |
| 2011 | Великобритания          | Наталья Гантимурова  | Топ 31                          |                        |
| 2012 | Китай                   | Елизавета Голованова |                                 |                        |
| 2013 | Индонезия               | Эльмира Абдразакова  |                                 |                        |
| 2014 | Великобритания          | Анастасия Костенко   | Топ 25                          |                        |
| 2015 | Китай                   | София Никитчук       | 1 Вице-Мисс Мира 2015           |                        |
| 2016 | США                     | Яна Добровольская    |                                 |                        |
| 2017 | Китай                   | Полина Попова        | Топ 10                          |                        |
| 2018 | Китай                   | Наталья Строева      | Топ 30                          |                        |
| 2019 | Великобритания          | Алина Санько         | Топ 12                          |                        |